# Boszna
A Boszna (cirill írásmódja Босна) folyó Bosznia-Hercegovina területén, a Száva jobb oldali mellékfolyója. Hosszúságát tekintve harmadik leghosszabb folyó az országban és a Neretva valamint az Orbász mellett a legjelentősebb bosnyák folyók közé tartozik.

## Neve
A római korban Basana néven jegyezték és érdekesség, hogy ettől eltekintve nem ismert más nyelveken a Bosznától eltérő említése a folyónak.

## A folyó leírása

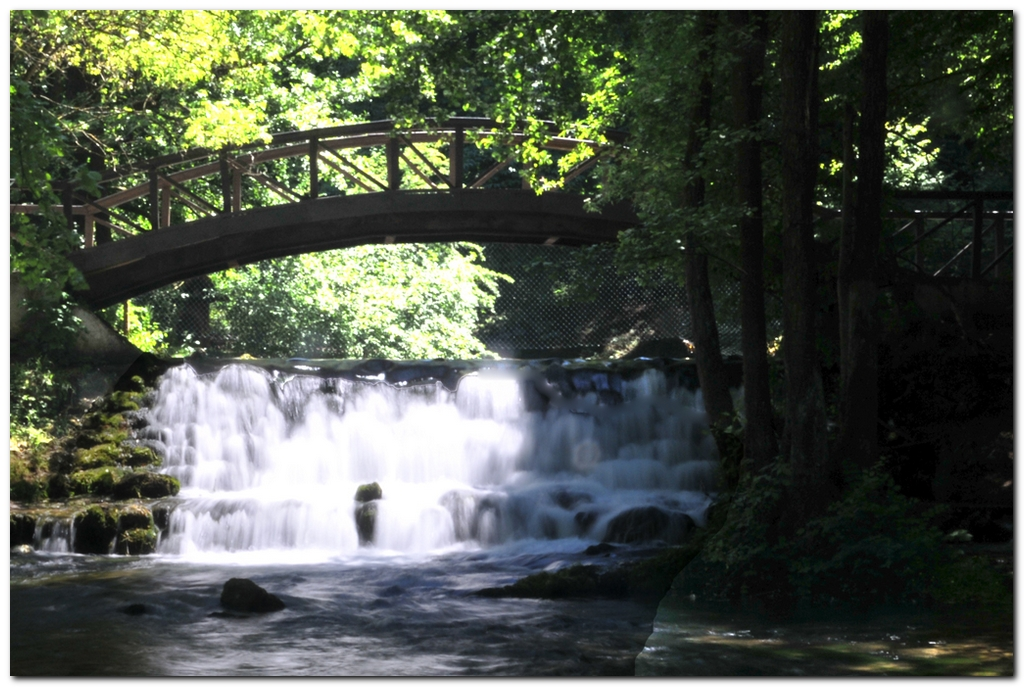
Forrásánál lévő gyaloghíd (Vrelo Bosne)

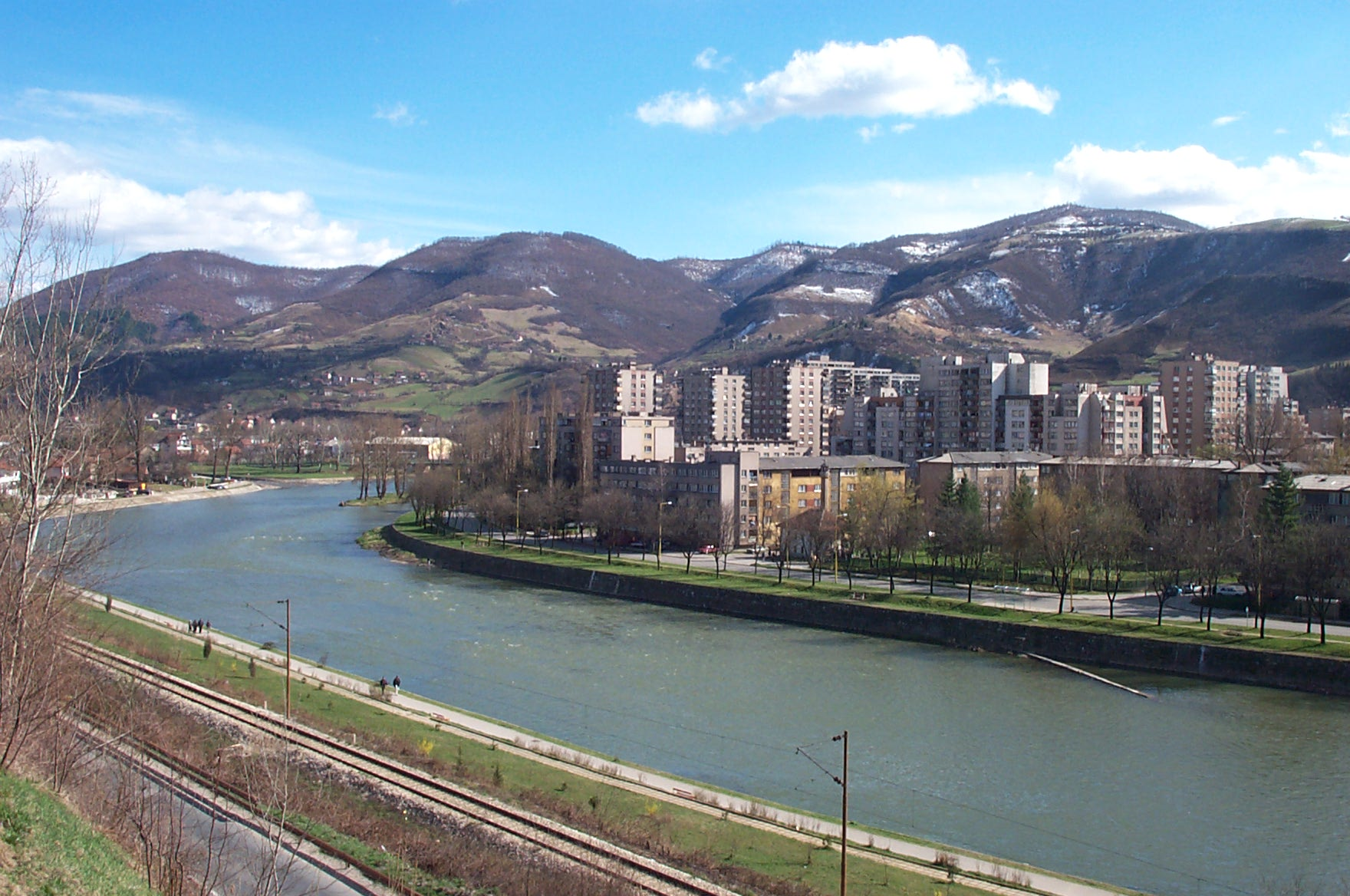
A folyó Zenicánál

### Jellemzői
A folyó a Dinári-hegységből az Alföld felé folyik. Szarajevó közelében, az Igman hegyen ered 560 m magasan. Az Igmanban található Vrelo Bosne (magyarul Boszna forrása) közkedvelt kirándulóhely. Előbb északnyugatnak, majd északnak, végül északkeletnek fut. Šamacnál ömlik a Szávába. Hossza 271 km, közepes vízhozama 174 m³ másodpercenként. Vízgyűjtő területe 10 457 km². 

### Útvonala és mellékfolyói
A Bosna több kantonon keresztül folyik. A Szarajevó kantonban lévő kiindulópontjától a Zenica-Doboj kantonon és a Posavina kantonon keresztül folyik, ebben a sorrendben. A folyó által kialakított völgyben az ország ipari központja található és több mint egymillió ember él a folyó menti településeken. Jelentősebb part menti városok délről észak felé haladva: Visoko, Kakanj, Zenica, Zavidovići, Žepče, Maglaj, Doboj és Modriča. A folyó vízi energiájának hasznosítása érdekében fejlesztések kezdődtek, melynek keretében hat 76 megawattos vízierőművet építenek norvég vállalatok.
Mellékfolyói a Miljacka, a Krivaja, a Spreča, a Lašva és az Usora.